# 趙正平 (1878年)
趙正平（1878年—1945年），字厚生，齋號仁齋，江蘇省寶山縣人。歷任國立暨南大學校長（1918-1920，1921-1925）、北平特別市社會局局長（1928）、青島特別市教育局局長(1929-?)、汪精衛國民政府教育部長（1941-1945）、國立上海大學校長（1941-1945）。

## 生平
趙正平在1904年考入浙江武備學堂，次年與同學黃郛一同保送至日本留學，最初入讀東京振武學校，後改入早稻田大學，並於同年加入中國同盟會。趙正平畢業後選擇回國，出任同盟會廣西分會秘書長，曾經創辦《南報》並任發行人和編輯，後來又擔任《南風報》主筆。
辛亥革命後，在1912-1913年出任中華民國臨時政府南京兵站總監部參謀長、南京留守府交通局局長與江蘇都督府參謀長，二次革命失敗後逃往日本，接著前往荷屬東印度爪哇島，擔任當地巴達維亞中華學校校長。趙正平於1918年到上海出任國立暨南學校校長並在1920年卸任，後來再於1921年再次擔任校長。趙氏其後在1926年於上海主編《太平導報》。國民革命軍北伐後，在1928年出任中華民國國民政府北平特別市社會局局長，次年又擔任青島特別市教育局局長。
抗日戰爭爆發後出任中華民國維新政府教育部部長，並於1940年加入汪精衛國民政府，歷任教育部部長、淪陷區中央大學籌備委員會委員長、中央圖書館館長、編譯館館長、中央政治委員會延聘委員以及國民政府委員等職位，其後更在1941年起兼任國立上海大學校長。1945年抗戰結束後趙正平逃往浙江省鎮海縣躲避，同年自殺身亡。